# Zosterops sanctaecrucis
El anteojitos de las Santa Cruz (Zosterops sanctaecrucis) es una especie de ave paseriforme de la familia Zosteropidae endémica de las islas Santa Cruz.

## Distribución geográfica y hábitat
Se encuentra solo en Nendö, en el sudoeste de islas Salomón.
Sus hábitats naturales son los bosques tropicales o subtropicales húmedos.